# Mimoscopa ochetaula
Mimoscopa ochetaula är en fjärilsart som beskrevs av Edward Meyrick 1893. Mimoscopa ochetaula ingår i släktet Mimoscopa och familjen äkta malar. Inga underarter finns listade i Catalogue of Life.